# La Línea de la Concepción
La Línea de la Concepción est une commune espagnole située dans la province de Cadix en communauté autonome d’Andalousie. Appartenant à la comarque du Campo de Gibraltar, elle est frontalière du territoire britannique de Gibraltar. Ses habitants sont les Linenses.

## Géographie

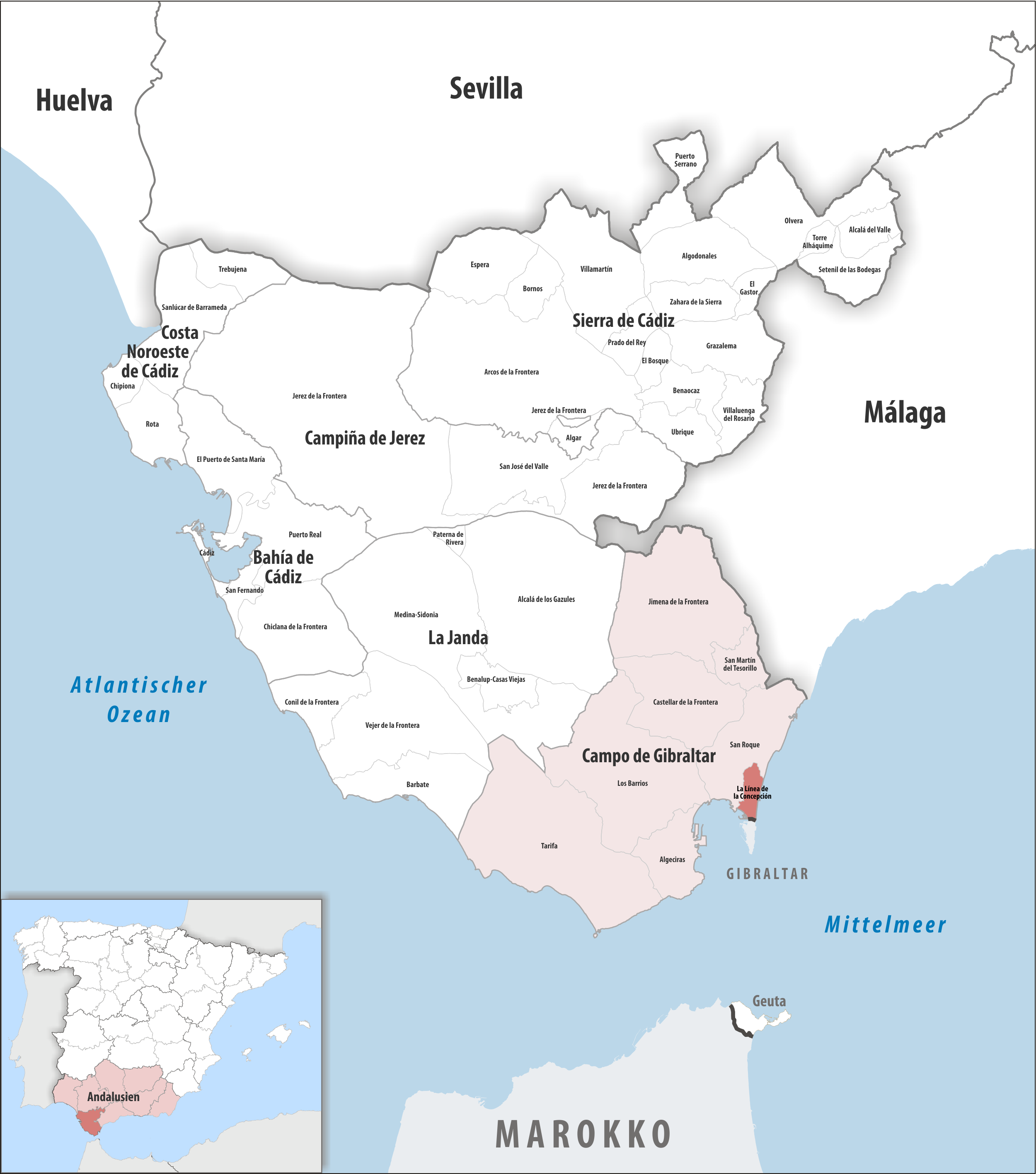
La Línea de la Concepción dans la province de Cadix / en Andalousie

### Localisation
La commune de La Línea de la Concepción est dans le sud-est de la comarque de Campo de Gibraltar et dans le sud-est de la province de Cadix (Andalousie).
Gibraltar est à 8 km sud ; 
Algésiras à 18 km sud-ouest ;
Cadix à 114 km nord-ouest ;
Malaga à 127 km nord-est.
Elle occupe un territoire de 19,27 km2, étiré entre la mer Méditerranée à l'est et la Sierra Carbonera (es) à l'ouest ; cette dernière culmine à 309 mètres.
La ville elle-même est située immédiatement au nord de Gibraltar, en contrebas du rocher, sur un isthme sableux et le flanc oriental de la baie d'Algésiras. Son altitude ne dépasse pas 5 mètres.
La commune comprend en outre du sud au nord les localités d'El Zabal (en), Santa Margarita (en) et La Alcaidesa (es).

## Histoire
La zone fait partie du royaume de Grenade jusqu'en 1462, date à laquelle elle est conquise par les Castillans.
Après la fin de la guerre de Succession d'Espagne, Gibraltar est cédé à la Grande-Bretagne par le traité d'Utrecht de 1713. Une ligne de fortifications est alors construite au nord du territoire britannique. Achevée en 1735, elle est connue sous le nom de « ligne de contrevallation » ou « ligne de Gibraltar ». Une agglomération se forme ainsi. En 1870, elle obtient sa séparation avec San Roque et se constitue en municipalité. Elle obtient le titre de ville (« ciudad ») en 1913.
Durant le régime franquiste, la frontière avec Gibraltar est fermée en 1969 pour ne rouvrir pour les piétons qu'en 1982 et totalement le 1er janvier 1985.

## Économie
Son économie a toujours profité de sa situation géopolitique par la main d'œuvre frontalière, la contrebande, l'import-export ou les investissements immobiliers avec les proches habitants de la colonie britannique.
Actuellement les Espagnols s'y rendent en masse pour acheter alcool, carburant et surtout tabac à des prix défiant toute concurrence en Espagne. La rivalité entre les habitants de La Línea et ceux de Gibraltar, los Janitos (déformation linguistique espagnole du prénom anglais « Johnny »), dont le territoire est toujours revendiqué par l'Espagne, tend à disparaître depuis l'ouverture de la frontière.

## Politique et administration

### Administration municipale
La ville est administrée par un conseil municipal de vingt-cinq membres, présidé par le maire. Lors des élections du 24 mai 2015, le PSOE et La Línea 100x100 obtiennent chacun 9 sièges, le Parti populaire 5, le Parti andalou et la Gauche unie 1 chacun. Un pacte est conclu entre La Línea 100x100, le PP et la Gauche unie pour investir José Franco Rodríguez comme maire. Lors des élections du 26 mai 2019, La Línea 100x100 totalise 67,51 % des voix et obtient 21 sièges, contre 3 au PSOE et 1 au PP. À l'issue des élections du 28 mai 2023, La Línea 100x100 réalise cette fois-ci un score de 75,18 % des voix, le plus élevé de tout le pays, et obtient 22 sièges, contre 2 au PSOE et 1 au PP.

### Les maires
| Période                                  | Période  | Identité                    | Étiquette           | Qualité |
| ---------------------------------------- | -------- | --------------------------- | ------------------- | ------- |
| Les données manquantes sont à compléter. |          |                             |                     |         |
| 1979                                     | 1980     | Francisco Niebla Molina     | PSOE-A              |         |
| 1980                                     | 1983     | Juan Carmona de Cózar       | PSOE-A              |         |
| 1983                                     | 1986     | Antonio Díaz Lara           | PSOE-A              |         |
| 1986                                     | 1995     | Salvador Pagán Fernández    | PSOE-A              |         |
| 1995                                     | 1999     | José Antonio Fernández Pons | PP                  |         |
| 1999                                     | 2009     | Juan Carlos Juárez Arriola  | PP puis GIL puis PP |         |
| 2009                                     | 2011     | Alejandro Sánchez García    | PP                  |         |
| 2011                                     | 2015     | Gemma Araujo                | PSOE-A              |         |
| 2015                                     | en cours | José Franco Rodríguez       | La Línea 100x100    |         |

## Films tournés à La Línea de la Concepción
- Été 2012 : Les Garçons et Guillaume, à table ! de et avec Guillaume Gallienne (scènes situées vers le début du film où Guillaume est en séjour linguistique en Espagne et où il apprend à danser la sévillane comme une fille), il l'appelle « la ville la plus laide d'Espagne » ;
- Carnivores (film) : la scène où Mona et Sam sont à la plage et dans le quartier de l'Atunara [5];
- La línea, Netflix 2020.

## Romans situés à La Línea de la Concepción
- FILLEUL, François. Poissons Volants. Bruxelles. Editions KER. 2018